# Fantômette et la Lampe merveilleuse
Fantômette et la Lampe merveilleuse est le 14e roman de la série humoristique Fantômette créée par Georges Chaulet, publié en 1969 dans la Bibliothèque rose des éditions Hachette et comportant 184 pages. 
Il évoque l'aide apportée par Fantômette à un ingénieur qui a fui précipitamment la Turbanie en proie à la guerre civile. Mais il est poursuivi par des bandits qui en veulent à une lampe à huile qu'il a rapportée avec lui.
Exceptionnellement le roman ne met pas en scène les personnages de Ficelle et de Boulotte.

## Notoriété
De 1961 à 2000, les ventes cumulées des titres de Fantômette s'élèvent à 17 millions d'exemplaires, traductions comprises.
Le roman Fantômette et la Lampe merveilleuse a donc pu être vendu à environ 200 000 exemplaires.
Comme les autres romans, il a été traduit en italien, espagnol, portugais, en flamand, en danois, en finnois, en turc, en chinois et en japonais.

## Personnages principaux
- Personnages récurrents
  - Françoise Dupont / Fantômette : héroïne du roman.
  - Œil de Lynx : journaliste, ami de Fantômette .

- Personnages liés à ce roman
  - M. Coquetier : ingénieur.
  - Commissaire Bourru : policier chargé du vol de la valise.
  - Ali Babouch : ambassadeur de Turbanie en France.
  - Johnny Baratino : bandit.
  - Gégène-le-Pot : homme de main de Johnny Baratino.

## Résumé
Remarque : le résumé est basé sur l'édition cartonnée non abrégée parue en 1969 en langue française.
- Mise en place de l'intrigue

Chapitres 1 à 4.
Fantômette regarde un reportage télévisé au cours duquel l'ingénieur Coquetier, qui a fui précipitamment la Turbanie en proie à la guerre civile, se fait voler sa valise. Que contenait donc cette valise pour qu'elle attire les convoitises ? Se renseignant auprès de son ami Œil-de-Lynx qui avait réalisé l'interview, elle apprend que le voleur de la valise s'est enfui à bord d'une voiture Tigra. Ils se rendent à l'hôtel où est descendu M. Coquetier. L'homme vient d'être enlevé ! Peu après, on apprend que la voiture du voleur dépendait de l’ambassade de Turbanie en France.
Fantômette et Œil-de-Lynx rencontrent l'ambassadeur de Turbanie en France mais l'entretien n'apporte aucun résultat. Fantômette poursuit seule l'enquête : Coquetier a dû être placé dans une malle. Se renseignant sur les achats récents de malles, elle apprend qu'un dénommé M. Baratino en a acheté une récemment.
- Aventures et enquête

Chapitres 5 à 11.
Fantômette et Œil-de-Lynx enquêtent auprès de l'ingénieur et apprennent que la valise contenait une lampe, surnommée la Lampe d'Aladdin, elle-même contenant des informations sur la localisation d'une vaste poche de gaz naturel en Turbanie (pays fictif inspiré des pays du Proche-Orient). L'ambassadeur de Turbanie a organisé le vol de la lampe, via l'organisation FILOU, afin d'échanger ces informations pour conserver son poste. 
- Dénouement et révélations finales

Chapitres 12 et 13.
Alors que Fantômette et Œil-de-Lynx ont été faits prisonniers par Johnny Baratino, ils parviennent à convaincre son homme de main chargé de les surveiller, Gégène-le-Pot, de quitter les lieux pour boire une bière au bistro du coin. Ils se rendent chez Coquetier : l'homme a été assommé et la bande magnétique contenue dans la lampe a été volée par Baratino. Le bandit s'étant rendu à l'ambassade de Turbanie pour remettre la bande à Ali Babouch, c'est là que Fantômette et Œil-de-Lynx se rendent. Fantômette parvient à s'emparer de la bande magnétique ; elle la restitue à M. Coquetier. Johnny Baratino est arrêté par le commissaire Bourru, tandis qu'Ali Babouch perd son poste d'ambassadeur.

## Autour du roman
- Dans le roman C'est quelqu'un, Fantômette ! (1977), on retrouvera une organisation appelée « FILOU », acronyme du « Front Indépendant Libre des Organisations Unies » (parti politique breton).
- On retrouvera M. Coquetier dans un roman ultérieur : Fantômette contre la Main Jaune.
- On retrouvera Johnny Baratino dans deux romans ultérieurs : 
  - Fantômette dans le piège (1972) ;
  - Fantômette et le Magicien, avant-dernier roman de la série (2009).